# گری اوداناهیو
گری اُدانا‌هیو یک روزنامه‌نگار بریتانیایی است که در واشنگتن دی‌سی به‌عنوان خبرنگار ارشد سیاسی آمریکای شمالی برای بی‌بی‌سی نیوز کار می‌کند. او نابینا است.

## اوایل زندگی
اُدانا‌هیو در سال ۱۹۶۸ در لندن به دنیا آمد.پدرش بازیکن فوتبال نیمه‌حرفه‌ای بود که همچنین به عنوان راننده تاکسی کار می‌کرد و مادرش رقص باله را آموزش می‌داد. اُدانا‌هیو ابتدا بینایی جزئی داشت، اما تا سن هشت سالگی کاملاً نابینا شد.
او در کالج وُرستر برای نابینایان تحصیل کرد (که آن زمان مدرسه شبانه‌روزی پسرانه بود، هرچند بعدها با مدرسه‌ای مشابه برای دختران ادغام شد)، جایی که فوتبال نابینایان را برای تیم انگلستان بازی می‌کرد. سپس اُدانا‌هیو در کالج کریست چرچ دانشگاه آکسفورد تحصیل کرد و رشته فلسفه و زبان‌های مدرن را خواند

## حرفه
اُدانا‌هیو دوره کارآموزی را در بی‌بی‌سی گذراند.[۱] پس از فارغ‌التحصیلی از دانشگاه، به بی‌بی‌سی پیوست و به عنوان گزارشگر جوان در برنامه Today شبکه رادیو ۴ بی‌بی‌سی فعالیت کرد؛ در یکی از موقعیت‌ها از او خواسته شد از پل چلسی بانجی جامپینگ کند. در طول دوران حرفه‌ای خود، گزارش‌هایی از آفریقا، آسیا، اروپا و ایالات متحده برای بی‌بی‌سی نیوز تهیه کرده است. در سال ۲۰۰۴، به عنوان خبرنگار سیاسی مستقر در وست‌مینستر منصوب شد و در رسانه‌های رادیو، تلویزیون و اینترنت گزارش می‌داد. از اکتبر ۲۰۱۱، اُدانا‌هیو خبرنگار ارشد سیاسی رادیو ۴ بی‌بی‌سی شد و جایگزین نورمن اسمیت گردید، و عمدتاً برای برنامه‌های Today و PM گزارش می‌داد.
در سال ۲۰۰۷، او خبر بازگشت زودهنگام نخست‌وزیر جدید بریتانیا، گوردون براون، از تعطیلات برای مقابله با شیوع بیماری زبان‌دردر ساری را فاش کرد. با این حال، معاون سردبیر برنامه BBC News at Ten، دانیل پرل، این خبر را به جون کلی سپرد که در سال ۲۰۰۸ منجر به پرداخت مبلغ پنج‌رقمی خارج از دادگاه به اُدانا‌هیو به دلیل تبعیض مبتنی بر معلولیت شد..
در جشنواره بی‌بی‌سی نیوز سال ۲۰۱۴ اعلام شد که اُدانا‌هیو به واشنگتن دی‌سی منتقل می‌شود و به عنوان خبرنگار ارشد سیاسی آمریکای شمالی برای بی‌بی‌سی نیوز فعالیت خواهد کرد. از آن زمان تاکنون، او به پوشش اخبار سیاست ایالات متحده پرداخته است، از جمله دوره اول ریاست جمهوری دونالد ترامپ و ریاست جمهوری جو بایدن. در تابستان ۲۰۱۴، بین مأموریت‌های کاری‌اش، در دانشگاه‌های بریتانیا تور داشت و برای دانشجویان رشته روزنامه‌نگاری دربارهٔ حرفه و تجربیاتش صحبت کرد.
در تاریخ ۱۳ ژوئیه ۲۰۲۴، اُدانا‌هیو در حال گزارش از تجمع انتخاباتی دونالد ترامپ در باتلر، پنسیلوانیا بود که تلاش برای ترور ترامپ صورت گرفت. بلافاصله پس از آن، او از محل حادثه در حالی که خود را روی زمین پنهان کرده بود گزارش داد. سپس با شاهدان عینی مصاحبه کرد.
در مارس ۲۰۲۵، بی‌بی‌سی انتصاب اُدانا‌هیو را به‌عنوان خبرنگار ارشد جدید خود در آمریکای شمالی اعلام کرد.

## زندگی شخصی
اُدانا‌هیو و شریک زندگی‌اش، سارا لوث‌ویت، خانه‌ای در یورکشایر دارند؛ آن‌ها والدین یک دختر هستند.

## مرجع ها
1. ↑  Anderson, Hephzibah (3 November 2024). "The BBC's Gary O'Donoghue: 'I knew those were gunshots, and then realised Trump had stopped talking'". The Guardian. Retrieved 15 July 2025.
2. 1 2 3 4  Bell, Matthew (22 February 2009). "Gary O'Donoghue: 'My mother once thought of killing us both, life was so hard'". The Independent. London. Retrieved 29 October 2009.
3. 1 2  "BBC – Ouch! (disability) – Interviews – 13 Questions: Gary O'Donoghue". BBC. Archived from the original on 13 January 2013. Retrieved 17 June 2009.
4. ↑  "A splash of political colour". Disability Now. October 2009. Archived from the original on 2012-02-27. Retrieved 27 February 2012.
5. ↑  "Five-figure payout for BBC reporter taken off the TV news 'because he was blind'". Evening Standard (به انگلیسی). 2008-09-05. Retrieved 2020-09-29.
6. ↑  "Employability Conference: Gary O'Donoghue - Political Correspondent for the BBC". Vimeo (به انگلیسی). Retrieved 2020-09-29.
7. ↑  "Watch: BBC reporter at rally describes moment after shooting". BBC News (به انگلیسی). 2024-07-14. Retrieved 2024-07-14.
8. ↑  "Trump shooting at rally: Witness tells BBC he saw gunman on roof". BBC News (به انگلیسی). 2024-07-14. Retrieved 2024-07-14.
9. ↑  "BBC News announces Gary O'Donoghue as new Chief North America Correspondent". BBC News (به انگلیسی). 2025-03-28. Retrieved 15 July 2025.
10. ↑  "Profile – Gary O'Donoghue". The Group for Solicitors with Disabilities. Archived from the original on 1 August 2012. Retrieved 7 September 2008.

## لینک های خارجی
- Gary O'Donoghue در بانک اطلاعات اینترنتی فیلم‌ها (IMDb)
- Interview with Disability Now!

| مناصب رسانه‌ای       | مناصب رسانه‌ای                                                       | مناصب رسانه‌ای    |
| ------------------- | ------------------------------------------------------------------- | ---------------- |
| پیشین: Norman Smith | Chief Political Correspondent: BBC Radio 4 2011–2012                | پسین: Ben Wright |
| پیشین: Ben Wright   | Chief Political Correspondent: BBC Radio 4 2012–2014 present        | پسین: Incumbent  |
| پیشین: New Post     | Chief North American Political Correspondent: BBC News 2014–present | پسین: Incumbent  |